# Притча про сівача
При́тча про сіяча́ — це притча про сіяча, який посіяв зерно на різний ґрунт та деяке зійшло, бо впало на добру землю, а деяке — ні. Ця притча згадується в Євангелії від Луки 8:4-15, від Матвія 13:1-23 та від Марка 4:1-20. Розповів цю притчу Ісус Христос народу і учням.

## Оригінальний текст
|  | І знову почав Він навчати над морем. І зібралось до Нього багато народу, так що Сам Він до човна на морі ввійшов і сидів, а народ увесь був на землі покрай моря. І багато навчав Він їх притчами, і в науці Своїй їм казав: Слухайте, вийшов сіяч ось, щоб сіяти. І як сіяв, упало зерно одне край дороги, і налетіли пташки, і його повидзьобували. Друге ж упало на ґрунт кам'янистий, де не мало багато землі, і негайно зійшло, бо земля неглибока була; а як сонце зійшло то зів'яло, і, коріння не мавши, усохло. А інше впало між терен, і вигнався терен, і його поглушив, і плоду воно не дало. Інше ж упало на добрую землю, і дало плід, що посходив і ріс; і видало втридцятеро, у шістдесят і в сто раз. І сказав: Хто має вуха, щоб слухати, нехай слухає! І, як остався Він насамоті, Його запитали найближчі з Дванадцятьма про цю притчу. І Він їм відповів: Вам дано пізнати таємниці Божого Царства, а тим, що за вами, усе відбувається в притчах, щоб оком дивились вони і не бачили, вухом слухали і не зрозуміли, щоб коли вони не навернулися, і відпущені будуть гріхи їм! І Він їх запитав: Ви не розумієте притчі цієї? І як вам зрозуміти всі притчі! Сіяч сіє слово. А котрі край дороги, де сіється слово, це ті, що як тільки почують, то зараз приходить до них сатана, і забирає слово, посіяне в них.Так само й посіяні на кам'янистому ґрунті, вони, як почують те слово, то з радістю зараз приймають його, та коріння не мають у собі й непостійні; а згодом, як утиск або переслідування наступає за слово, вони спокушаються зараз. А між терен посіяне, це ті, що слухають слово, але клопоти цьогосвітні й омана багатства та різні бажання ввіходять, та й заглушують слово, і плоду воно не дає. А посіяне в добрую землю це ті, що слухають слово й приймають, і родять утридцятеро, у шістдесят і в сто раз. |

|  | І, як зібралось багато народу, і з міста до Нього поприходили, то Він промовляти став притчею. Ось вийшов сіяч, щоб посіяти зерно своє. І, як сіяв, упало одне край дороги, і було повитоптуване, а птахи небесні його повидзьобували. Друге ж упало на ґрунт кам'янистий, і, зійшовши, усохло, не мало бо вогкости. А інше упало між терен, і вигнався терен, і його поглушив. Інше ж упало на добрую землю, і, зійшовши, уродило стокротно. Це сказавши, закликав: Хто має вуха, щоб слухати, нехай слухає! Запитали ж Його Його учні, говорячи: Що визначає ця притча? А Він відказав: Вам дано пізнати таємниці Божого Царства, а іншим у притчах, щоб дивились вони і не бачили, слухали і не розуміли. Ось що означає ця притча: Зерно це Боже Слово. А котрі край дороги, це ті, хто слухає, але потім приходить диявол, і забирає слово з їхнього серця, щоб не ввірували й не спаслися вони. А що на кам'янистому ґрунті, це ті, хто тільки почує, то слово приймає з радістю; та кореня не мають вони, вірують дочасно, і за час випробовування відпадають. А що впало між терен, це ті, хто слухає слово, але, ходячи, бувають придушені клопотами, та багатством, та життьовими розкошами, і плоду вони не дають. А те, що на добрій землі, це оті, хто як слово почує, береже його в щирому й доброму серці, і плід приносять вони в терпеливості. |

|  | Того ж дня Ісус вийшов із дому, та й сів біля моря. І безліч народу зібралась до Нього, так що Він увійшов був до човна та й сів, а ввесь натовп стояв понад берегом. І багато навчав Він їх притчами, кажучи: Ось вийшов сіяч, щоб посіяти. І як сіяв він зерна, упали одні край дороги, і пташки налетіли, та їх повидзьобували. Другі ж упали на ґрунт кам'янистий, де не мали багато землі, і негайно посходили, бо земля неглибока була; а як сонце зійшло, то зів'яли, і коріння не мавши, посохли. А інші попадали в терен, і вигнався терен, і їх поглушив. Інші ж упали на добрую землю і зродили: одне в сто раз, друге в шістдесят, а те втридцятеро. Хто має вуха, щоб слухати, нехай слухає! І учні Його приступили й сказали до Нього: Чому притчами Ти промовляєш до них? А Він відповів і промовив: Тому, що вам дано пізнати таємниці Царства Небесного, їм же не дано. Бо хто має, то дасться йому та додасться, хто ж не має, забереться від нього й те, що він має. Я тому говорю до них притчами, що вони, дивлячися, не бачать, і слухаючи, не чують, і не розуміють. І над ними збувається пророцтво Ісаї, яке промовляє: Почуєте слухом, і не зрозумієте, дивитися будете оком, і не побачите… Затовстіло бо серце людей цих, тяжко чують вухами вони, і зажмурили очі свої, щоб коли не побачити очима й не почути вухами, і не зрозуміти їм серцем, і не навернутись, щоб Я їх уздоровив! Очі ж ваші блаженні, що бачать, і вуха ваші, що чують. Бо поправді кажу вам, що багато пророків і праведних бажали побачити, що бачите ви, та не бачили, і почути, що чуєте ви, і не чули. Послухайте ж притчу про сіяча. До кожного, хто слухає слово про Царство, але не розуміє, приходить лукавий, і краде посіяне в серці його; це те, що посіяне понад дорогою. А посіяне на кам'янистому ґрунті, це той, хто слухає слово, і з радістю зараз приймає його; але кореня в ньому нема, тому він непостійний; коли ж утиск або переслідування настають за слово, то він зараз спокушується. А між терен посіяне, це той, хто слухає слово, але клопоти віку цього та омана багатства заглушують слово, і воно зостається без плоду. А посіяне в добрій землі, це той, хто слухає слово й його розуміє, і плід він приносить, і дає один у сто раз, другий у шістдесят, а той утридцятеро. |

### Пояснення
- Зерно — це слово Боже (Євангеліє).
- Сівач — той, хто сіє (проповідує) слово Боже.
- Земля — серце людське[1].
  - Земля при дорозі, куди впало зерно, означає неуважних, розсіяних людей, до серця яких слово Боже не має доступу. Диявол легко викрадає і виносить його від них, щоб вони не увірували і не спаслись[1].
  - Кам'янисте місце означає людей непостійних і малодушних. Ці слова не мають коріння і непостійні. Люди охоче слухають слово Боже, та воно не утверджується в їхній душі, але згодом при першій спокусі, скорботі або гонінні на Слово Боже відпадають від віри. Ці люди вірують не довго, а коли наступають часи переслідування за віру, то вони зрікаються віри.
  - Терня означає людей, у яких клопоти земні, омана багатства, ілюзії збагачення, різні бажання, життєві розкоші, пристрасті заглушають у душі Слово Боже.
  - Добра, плодюча земля означає людей з добрим серцем. Вони уважні до Слова Божого, зберігають його в добрій своїй душі і з терпінням намагаються виконати все, чого воно вчить. Плоди їхні — це добрі діла, за які вони сподоблюються Царства Небесного[1].

У Євангелії зустрічаються слова і «Царство Боже», і Царство Небесне". Це синоніми. Річ у тому, що юдеї, коли говорили «Небо», «Висоти», то мали на увазі «Бога». З почуття великої поваги до Творця, юдеї, так би мовити, не розкидалися словом «Бог» за будь-якої обставини чи потреби. Вони частіше вживали слово «Небо». Тому «Царство Боже» і «Царство Небесне» — слова рівнозначні, еквівалентні, тотожні.
Ісус почав говорити про Царство Боже не зразу, а тоді, коли виявилося, що багато юдеїв не признають Ісуса, намагаються протиборствувати Йому. Згідно зі старозавітним ученням Месія повинен був прийти, щоб звільнити Ізраїльський народ і встановити Своє Царство. І це так. Але люди розуміли це цілком по своєму, по земному, по матеріальному, із земною вигодою. Вони міркували про царство земне.
Ісус, справді, прийшов звільнити не тільки Ізраїльський, але й всі земні народи, від їх рабської земної психології, від язичницького ідолопоклонства, від аморальності й запропонував їм Царство Боже, Небесне. Ось й тому Ісус почав відкривати людям таємниці Царства Божого.
Оскільки тайни Царства Божого були розраховані на Ісусових учнів, а не на грішників або фарисеїв і книжників, які не визнавали Христа, то Ісус почав говорити притчами. Те, що було незрозумілим для Його учнів, Ісус пояснював їм на самоті, як це видно з притчі про сівача. Тому заклик Ісуса «хто має вуха, щоб слухати, нехай слухає!» означав те, що Ісус закликав присутніх добре обміркувати Його слова, бо одне і те ж слухали і учні Ісусові, і вожді народу (книжники, фарисеї, священики), і сам народ затуманений своїми земними вождями, але ставлення до почутого було різне.
Учні відповідали вірою в Ісуса, інші — відкинули Ісуса, бо вони бачили в Ісусі лише загрозу своєму існуванню, бо вони були духовно сліпі та глухі. Отже, не все посіяне й Господом Ісусом дало врожай.
— Хто має вуха, щоб слухати, нехай слухає!, — таким закликом до слухачів Ісус закінчував не одну Свою притчу, кожен раз підкреслюючи, що духовні люди в стані осягнути зміст і зрозуміти Його притчі, та взяти з них урок. Не духовні ж люди сприймають лише земний, сюжетний, користолюбний бік Його притч, лише поверхневий матеріальний бік, не осягаючи духовного.
У притчі про сіяча описано чотири види ґрунту, на який впало зерно:
1. на край дороги;
2. на кам'янистий ґрунт;
3. на ґрунт у терені;
4. на родючий ґрунт[2].

Аналогічно Ісус бачив чотири групи людей, відповідно до того, як вони сприймати Його вчення:
1. книжники і фарисеї відмовилися вірити Ісусу Христу;
2. багато людей ходили за Ісусом лише тому, що Він чудотворно зцілював їх, годував їх рибою, хлібом, як це описано у дивному нагодуванні багатьох тисяч людей. Але блага вістка, яку ніс Ісус, у цих людей не пускала коріння в їх серцях;
3. деякі люди проявляли зацікавленість або щиру зацікавленість до Вчення Ісуса Христа, але вони не стали послідовниками Ісуса, бо більше тягнулися до матеріального збагачення, до обманливих власних тілесних радостей, аніж до духовного;
4. четверта група людей, до якої відносяться й учні Ісуса, окрім Юди, виявилися найвірнішими Йому, бо вони, як губка всмоктували кожне слово Ісуса і залишалися вірними Спасителю за будь-яких умов та обставин[2].